# Heartkiller
Heartkiller — первый сингл финской рок-группы HIM с альбома Screamworks: Love in Theory and Practice (2010). Доступен на iTunes с 7 декабря 2009 года. В феврале сингл вышел на физическом носителе.
Слово фронтмену группы Вилле Вало:

Трек первоначально назывался «Библейский смысл», он был написан одним из последних и собран из разных кусочков, которые мы играли месяцами и которым не могли найти должного применения. Это очень прямая вещь, в которой содержится призыв открыть себя новым возможностям и не бояться новых вещей, которые могут вас ранить…

Это моя попытка сделать усложнённую версию «Let Me Be Your Teddy Bear» Элвиса Пресли. И она сработала. Я всегда улыбаюсь, когда пою её. Эта песня полна надежды, равно как и весь альбом. Особенно по сравнению с предыдущим нашим диском, довольно обречённым по настроению. Я думал, что надежда потеряна, но потом осознал обратное и стал оптимистом. 
На композицию был снят видеоклип.

## Список композиций

### iTunes
| №  | Название      | Длительность |
| -- | ------------- | ------------ |
| 1. | «Heartkiller» | 3:30         |

### Международная версия
| №  | Название                                       | Длительность |
| -- | ---------------------------------------------- | ------------ |
| 1. | «Heartkiller»                                  | 3:30         |
| 2. | «Shatter Me With Hope [The Sword of Democles]» | 4:13         |
| 3. | «Heartkiller» (Moordeb Vrs)                    | 3:24         |

### Немецкая версия
| №  | Название                                       | Длительность |
| -- | ---------------------------------------------- | ------------ |
| 1. | «Heartkiller»                                  | 3:30         |
| 2. | «Shatter Me With Hope [The Sword of Democles]» | 4:13         |

## Чарты
| Чарт                  | Peak position |
| --------------------- | ------------- |
| Finnish Singles Chart | 8             |
| Чарт Радио Максимум   | 1             |